# Scopelosaurus herwigi
Scopelosaurus herwigi е вид лъчеперка от семейство Notosudidae. Видът не е застрашен от изчезване.

## Разпространение и местообитание
Разпространен е в Бразилия, Кения, Мадагаскар, Мозамбик, Намибия, Танзания и Южна Африка.
Обитава океани и морета. Среща се на дълбочина от 205 до 750 m, при температура на водата от 4,2 до 18,1 °C и соленост 34,3 – 36 ‰.

## Описание
На дължина достигат до 35 cm.